# Yunmenglong ruyangensis
Yunmenglong ruyangensis es la única especie conocida del género extinto Yunmenglong de dinosaurio saurópodo somfospóndilo que vivió a mediados del período Cretácico, hace aproximadamente entre 125 y 100 millones de años durante el Aptiense y el Albiense, en lo que es hoy Asia. Susn fósiles se hallaron en la provincia de Henan, en el centro de lo que ahora es China. Sus restos fósiles fueron descubiertos en la Formación Haoling en la Cuenca de Ruyang. La especie tipo es Yunmenglong ruyangensis, descrita en 2013 por Junchang Lü et al. basándose el holotipo, 41HIII-0006, un esqueleto parcial sin cráneo, los restos incluyen una porción significativa de la columna vertebral: nueve vértebras cervicales - siete articuladas contando desde el axis -, una dorsal y cuatro vértebras de la cola, y el fémur derecho completo.
Yunmenglong comparte algunas características con Euhelopus, Qiaowanlong y Erketu, y un análisis filogenético lo sitúa como el taxón hermano de Qiaowanlong, ambos agrupados con Erketu en una posición más derivada que la de Euhelopus pero siendo basales con respecto a Titanosauria. Yunmenglong representa el primer saurópodo de cuello largo registrado del centro de China hasta la fecha.
Yunmenglong era un dinosaurio saurópodo gigante, como lo demuestra el fémur derecho completo de 192 centímetros  de largo y 65 de ancho en distal, que es comparable a otros gigantes chinos del género Fusuisaurus. En 2016, Paul lo estimó en 20 metros y 30 toneladas. En 2020 Molina-Pérez y Larramendi dieron un mayor largo de 27 metros y un peso similar de 29 toneladas.